# Acraflavina
La acraflavina, conocida popularmente como emulsión de aquaflavina es un medicamento desarrollado como solución antiséptica de aplicación tópica. A menudo se indica para tratar ciertos hongos que afectan las carpas doradas. Actualmente pertenece a la lista de medicamentos esenciales de la Organización Mundial de la Salud.